# Nowe Krzywe

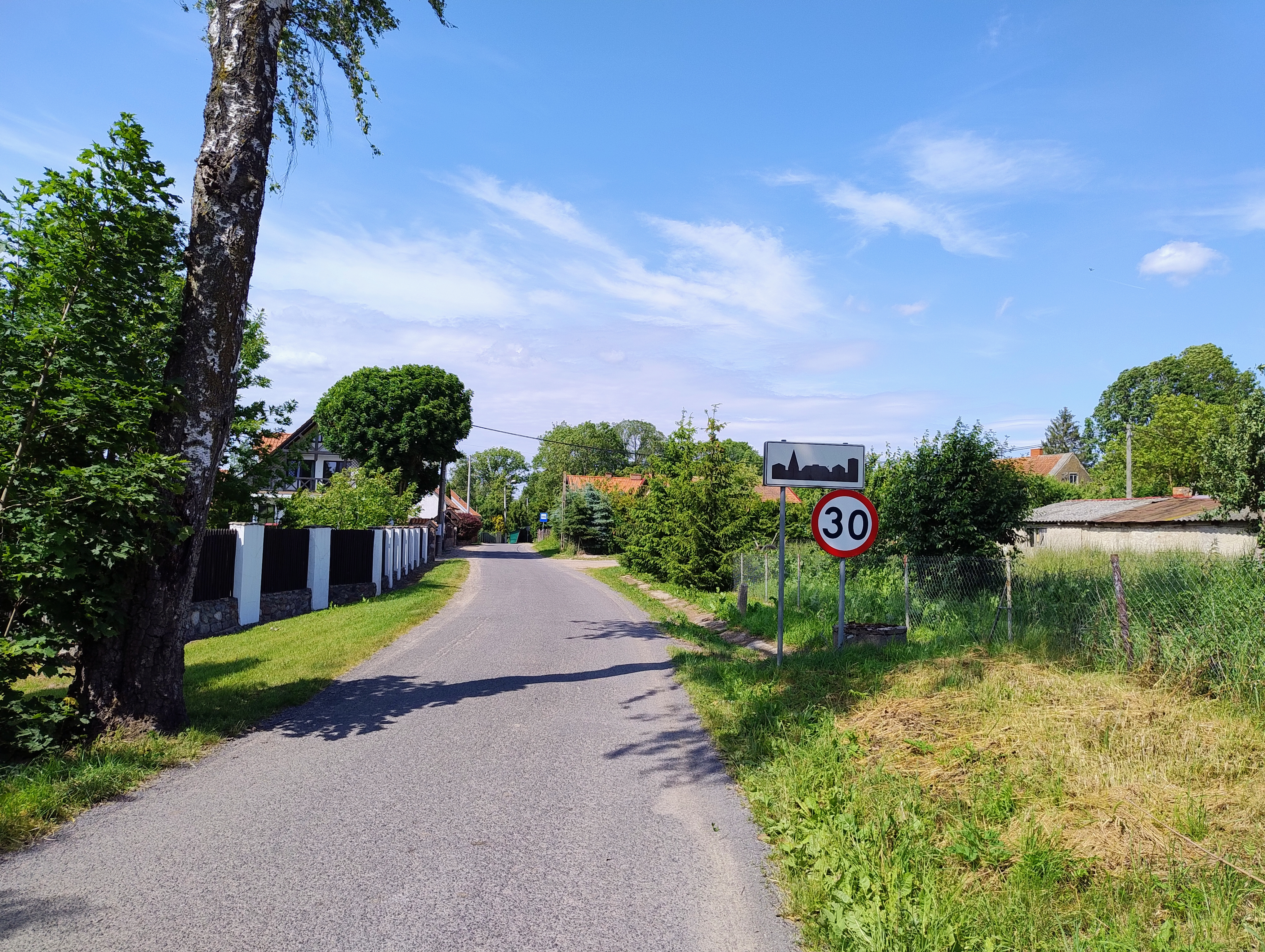
(2025)

Nowe Krzywe (deutsch Klein Krzywen, 1929 bis 1945 Grünsee) ist ein kleines Dorf in der polnischen Woiwodschaft Ermland-Masuren, das zur Gmina Stare Juchy (Landgemeinde (Alt) Jucha, 1938 bis 1945 Fließdorf) im Powiat Ełcki (Kreis Lyck) gehört.

## Geographische Lage
Nowe Krzywe liegt am Ostufer des Krzywil-Sees (polnisch Jezioro Krzywe) in der östlichen Woiwodschaft Ermland-Masuren, 18 Kilometer nordwestlich der Kreisstadt Ełk (deutsch Lyck).

## Geschichte
Im Jahre 1564 wurde Klein Krzywen gegründet und bestand aus mehreren kleinen Gehöften. 
1874 wurde das kleine Dorf in den Amtsbezirk Orzechowen (polnisch Orzechowo) eingegliedert, der um 1900 in den „Amtsbezirk Neu Jucha“ umgewandelt, 1929 in „Amtsbezirk Jucha“ bzw. 1939 in „Amtsbezirk Fließdorf“ umbenannt wurde. Er gehörte bis 1945 zum Kreis Lyck im Regierungsbezirk Gumbinnen (ab 1905: Regierungsbezirk Allenstein) in der preußischen Provinz Ostpreußen.
105 Einwohner waren im Jahr 1910 in Klein Krzywen registriert. Aufgrund der Bestimmungen des Versailler Vertrags stimmte die Bevölkerung im Abstimmungsgebiet Allenstein, zu dem Klein Krzywen gehörte, am 11. Juli 1920 über die weitere staatliche Zugehörigkeit zu Ostpreußen (und damit zu Deutschland) oder den Anschluss an Polen ab. In Klein Krzywen stimmten 100 Einwohner für den Verbleib bei Ostpreußen, auf Polen entfielen keine Stimmen.
Am 26. August 1929 erfolgte die Ortsumbenennung in „Grünsee“. Die Zahl der Einwohner belief sich 1933 auf 104 und betrug 1939 noch 102.
In Kriegsfolge wurde das Dorf 1945 mit dem gesamten südlichen Ostpreußen Polen zugeordnet und erhielt die polnische Namensform „Nowe Krzywe“. Heute ist es Sitz eines Schulzenamtes (polnisch Sołectwo) und somit eine Ortschaft im Verbund der Landgemeinde Stare Juchy ((Alt) Jucha, 1938 bis 1945 Fließdorf) im Powiat Ełcki (Kreis Lyck), bis 1998 der Woiwodschaft Suwałki, seither der Woiwodschaft Ermland-Masuren zugehörig.

## Religionen
Vor 1945 war Klein Krzywen resp. Grünsee in die evangelische Kirche Jucha (Fließdorf) in der Kirchenprovinz Ostpreußen der Kirche der Altpreußischen Union sowie in die römisch-katholische Kirche Lyck (polnisch Ełk) im Bistum Ermland eingepfarrt. 
Heute gehört Nowe Krzywe katholischerseits zur Pfarrei Zelki (Neuhoff) im Bistum Ełk der Römisch-katholischen Kirche in Polen. Die evangelischen Einwohner halten sich zur Kirchengemeinde in der Kreisstadt Ełk, einer Filialgemeinde der Pfarrei Pisz (deutsch Johannisburg) in der Diözese Masuren der Evangelisch-Augsburgischen Kirche in Polen.

## Verkehr
Nowe Krzywe liegt verkehrsmäßig günstig an der Nebenstraße 1702N, die Stare Juchy ((Alt) Jucha, 1938 bis 1945 Fließdorf) mit der Woiwodschaftsstraße 656 bei Zelki (Neuhoff) verbindet. 